# Адријана Леса
Адријана Леса (порт. Adriana Lessa) је бразилска глумица, радио-спикер и домаћин MTV-ја 1993. године. Од једанаесте до петнаесте године игра одбојку у клубу Коринтијанс, у Сао Паулу. Са 16 година први пут наступа у позоришту и, учествујући на бројним позоришним фестивалима, обилази Европу и Канаду. По повратку у Бразил уписује се у плесну школу самбе. Убрзо креће да промовише своју групу широм света, па посећује Јапан, Грчку, Анголу и Порторико. Глумом поново почиње да се бави 1996. године. Широм света је позната по улози Деузе у теленовели Забрањена љубав.